# ショウショウ
ショウショウは、日本のお笑いコンビ。吉本興業東京本部所属。1987年12月結成。結成当初のコンビ名は『羽田昇司・昇平』。1995年に現在のコンビ名に改名した。コンビの双方ともに形態模写を行う『モノマネ漫才』というスタンスが特徴。大阪から活動拠点を東京に移した後、各劇場での活動を経て、現在もルミネtheよしもとなどの舞台や営業などで活動中。関東の劇場ではトリを務めることが多い。

## メンバー
- 羽田 昇平 （はねだ しょうへい、本名：粟山健二（あわやま けんじ）、1967年7月23日 - ）（58歳）
  - 立ち位置左。B型。
  - 山口県周南市出身、山口県立南陽工業高等学校卒業、高校時代は写真部に所属していた。
  - 1987年にうめだ花月の進行係を経て『二葉由紀子・羽田たか志』に入門[1]。
  - 既婚者であり2人の子供がいる。
- 羽田 昇司（はねだ しょうじ、本名:一色孝紀（いっしき たかのり）、1971年9月10日 - ）（53歳）
  - 立ち位置右。ネタ作り担当、B型。
  - 兵庫県西宮市出身。
  - 両親は漫才師『二葉由紀子・羽田たか志』。1987年4月に両親である2人の元へ入門している[2]。
  - 後輩芸人の大溝清人（バッドボーイズ）と不定期にトークライブを行っている。
  - 「ロイヤルトリッキー」というバンドを劇場のスタッフと結成し活動も行っている。
  - 芸人のとしての活動のかたわら、LIVE＆SHOT BAR「ラフピット」を経営している[3]。2020年閉店。

## エピソード
- 1987年12月に結成。NSC大阪校5期生の辻本茂雄やぜんじろう、前田勝（ティーアップ）、他事務所の所属者では勝俣州和や浅草キッドなどと同期扱い。昇平がNSC大阪校1期生という情報が流れているが事実ではなくコンビで同期である。
- 独特の着眼点や観察力で、彼らによって初めてモノマネの対象にされたものが数多く存在する。また、博多華丸・大吉ら番組出演時コメントにいわく、彼らのモノマネをきっかけに多くの芸人が影響を受けているという（2007年5月12日放送『やりすぎコージー』にて）
  - ショウショウが披露した柳葉敏郎のモノマネを見たケン坊田中（カンニング竹山の福岡時代における相方）が、自分の持ち芸として福岡県で披露していたところ、それを見ていた素人時代の原口あきまさが習得。以降、柳葉のモノマネは原口の定番芸となった。
  - 小泉純一郎のモノマネは松村邦洋が得意とする芸だが、ショウショウは小泉が単なる一代議士の時代からモノマネの芸にしていた。
  - 博多華丸の芸である『児玉清のあいうえお作文』は、平成2年にショウショウが披露した『柳葉敏郎のあいうえお作文』を元に作られた。
  - 指圧野郎の芸である『オール阪神・巨人の巨人師匠のモノマネ』を、最初に舞台で披露したのはショウショウである。
- 「オールザッツ漫才」には1990年から1995年と1998年に出演した。
  - 「オールザッツ漫才」において、持ち時間を全てオール巨人の笑い声のものまねで押し切るというネタを披露したことがある。
- 2018年現在は、ルミネtheよしもとや地方での営業、また毎年M-1グランプリの予選のMCなどを務めている。
- 2024年「THE SECOND～漫才トーナメント～」の「開幕戦ノックアウトステージ32→16」に勝ち残る。

## モノマネのレパートリー
昇平
- 三瀬顕
- オール巨人
- 中村勝広
- 達川光男
- 野村克也
- 星野仙一
- 菅直人
- 爆笑問題田中裕二
- B&B島田洋八
- ジャパネットたかたの高田社長
- デーブ・スペクター
- 中田ボタン（中田カウス・ボタン）
- おかけんた（おかけんた・ゆうた）
- トミーズ健
- 冨吉真（ちゃらんぽらん）
- 磯部公彦（まるむし商店）
- 善し（COWCOW）
- 『ちびまる子ちゃん』より、ナレーションのキートン山田
- 『ちびまる子ちゃん』より、はまじ
- 『ルパン三世』より、銭形警部
- 『名探偵コナン』より、毛利小五郎
- 『一休さん』より、蜷川新右衛門など

昇司
- 笑福亭仁鶴
- オール阪神
- 美輪明宏
- 坂田利夫
- 田淵幸一
- 田原総一朗
- 爆笑問題太田光
- B&B島田洋七
- のこぎりの音
- ハトが飛び立つ音
- 中田カウス（中田カウス・ボタン）
- おかゆうた（おかけんた・ゆうた）
- トミーズ雅
- 大西浩仁（ちゃらんぽらん）
- 東村雅夫（まるむし商店）
- 多田健二（COWCOW）
- 『ちびまる子ちゃん』より、ナレーションのキートン山田
- 『ちびまる子ちゃん』より、はまじ
- 『ルパン三世』より、ルパン三世
- 『となりのトトロ』より、カンタのおばあちゃん
- 『となりのトトロ』より、ネコバスのドアが開く音など

コンビで
- 『妖怪人間ベム』のOP
- 中田カウス・ボタン
- トミーズ
- ちゃらんぽらん
- まるむし商店
- 爆笑問題
- B&B
- 安藤優子と木村太郎
- 岡本綾子と戸張捷
- 星野仙一と田淵幸一
- 田原総一朗と菅直人
- 田原総一朗と田中眞紀子（横木ジョージのマジックショーで助手を務める時など）
- チャンバラトリオ南方英二とその弟子（平山昌雄）
- COWCOWの終盤の漫才と落ち

## 出演番組

### テレビ
- オールザッツ漫才（MBS）
- 爆笑オンエアバトル 戦績0勝1敗 最高193KB
- ゼベック・オンライン (TOKYO MX、2005年2月14日)
- 爆笑そっくりものまね紅白歌合戦スペシャル（フジテレビ、2006年4月11日）
- やりすぎコージー（テレビ東京、2007年5月12日）
- メントレG（フジテレビ、2007年7月1日）
- とんねるずのみなさんのおかげでした(博士と助手〜細かすぎて伝わらないモノマネ選手権〜) 第10
回、第11回、第12回に出場。
- 人生が変わる1分間の深イイ話（日本テレビ、2008年4月21日）再現VTRでの出演。オール阪神巨人役。
- ちちんぷいぷい（毎日放送、2008年4月23日）
- 週刊えみぃSHOW（読売テレビ、2008年9月28日）
- リンカーン（TBS、2009年1月20日）芸人エレベーター「朝まであるあるフロア」
- よしもとモノマネGP（毎日放送、2009年2月21日）
- ごきげん!ブランニュ（朝日放送、2010年6月15日）
- 快傑えみちゃんねる（関西テレビ、2011年1月1日）
- 暗躍!芸人ブローカー 〜テレビに出ない（秘）芸人密売所〜（関西テレビ、2011年7月21日、2013年1月1日）
- バカソウル（テレビ東京）MONOMANEYARUDEのコーナーに出演。
- コサキン・天海の超発掘!ものまねバラエティー マネもの（フジテレビ）第1回、第2回、第3回、第4回に出演。
- WADAIの王国（TBS、2015年3月12日）
- しゃべくり007 新春しゃべくり007 開運もいいけど謝罪もね！6 時間半SP（日本テレビ、2016年1月1日）
- 関ジャニ∞のジャニ勉（関西テレビ、2016年6月29日）
- アメトーーク!（テレビ朝日、2016年9月22日）
- ENGEIグランドスラム（フジテレビ、2018年4月7日）-「今、この芸人がすごい！」として出演
- 漫才Lovers（読売テレビ、2019年1月20日）
- ネタパレ（フジテレビ、2021年4月23日）

### ラジオ
- ラジオよしもと むっちゃ元気!(OBC)毎週月曜日出演
- おおさかパワーワイド ちゃらんぽらんの元気もってこい!(OBC)…おもにミドリ電化の店舗からの中継担当

### 映画
- 大阪物語（1999年公開、監督：市川準）漫才師　役
- シュガー&スパイス 風味絶佳（2006年公開、監督：中江功）漫才師　役
- タヌキ社長（2022年公開、監督：河崎実）信楽酒造の社員　役
- 劇場版 山崎一門〜日本統一〜（2022年公開、監督：辻裕之）昇司のみ　ホームレス役[4]
- 電エースカオス（2023年12月22日、エクストリーム）[5]